# فرار از زندان: توطئه
فرار از زندان: توطئه، یک بازی ویدئویی در سبک اکشن و ماجراجویی است که بر اساس فصل اول سریال تلویزیونی فرار از زندان اثر شرکت فاکس ساخته شده‌است که برای مایکروسافت ویندوز، ایکس باکس ۳۶۰ و پلی استیشن ۳ منتشر شده‌است. بسیاری از بازیگران نقش‌های خود را تکرار می‌کنند.

## خلاصه
فرار از زندان: توطئه بر اساس وقایع فصل اول فرار از زندانساخته شده‌است. با این حال، به جای ایفای نقش شخصیت اصلی مایکل اسکافیلد، بازیکنان در عوض کنترل تام پکستون، مأمور سازمان مخفی «کمپانی» به رهبری جک مانیکس را در دست می‌گیرند، که باید به عنوان یک زندانی در زندان ایالتی فاکس ریور مخفی شود تا اطمینان حاصل شود. که لینکلن باروز که به دروغ زندانی شده بود روی صندلی برقی اعدام شود. بازی به ۹ مرحله تقسیم شده‌است که همه آنها بخشی از داستان واقعی سریال تلویزیونی را نشان می‌دهد.